# 波多黎各草鸮
波多黎各草鸮（学名：Tyto cavatica），是加勒比地区的波多黎各特有及灭绝的一种史前草鸮，有时它们被认为是灰面草鸮（Tyto glaucops）的亚种。它们可能生存至1912年，因为有份报告称在当地发现了穴居的猫头鹰。